# Валоне (Сондрио)
Валоне је насеље у Италији у округу Сондрио, региону Ломбардија.
Према процени из 2011. у насељу је живело 12 становника. Насеље се налази на надморској висини од 358 м.